# Pseudostellaria sierrae
Pseudostellaria sierrae är en nejlikväxtart som beskrevs av Rabeler och R. L. Hartman. Pseudostellaria sierrae ingår i släktet Pseudostellaria och familjen nejlikväxter. Inga underarter finns listade i Catalogue of Life.

## Bildgalleri

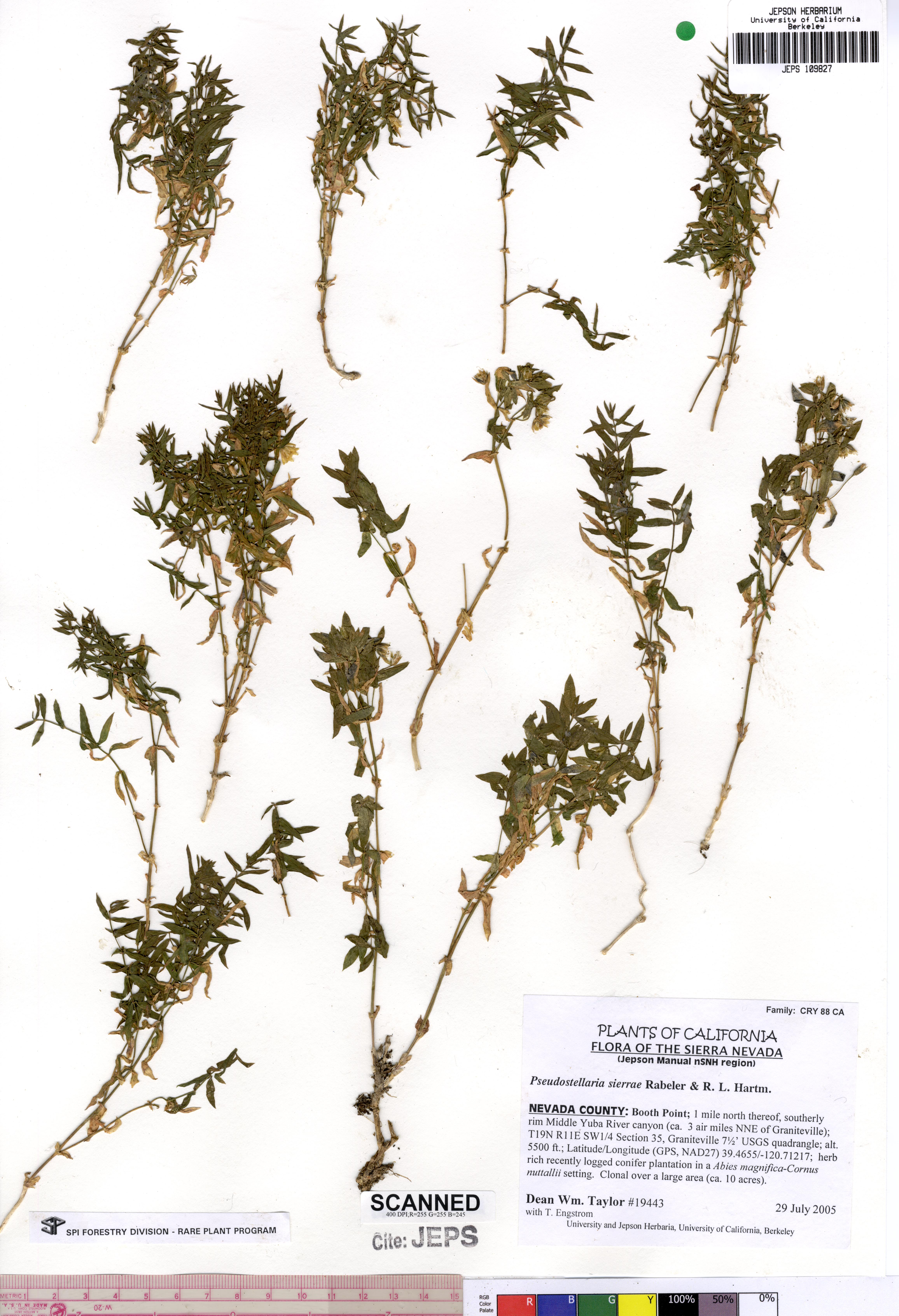
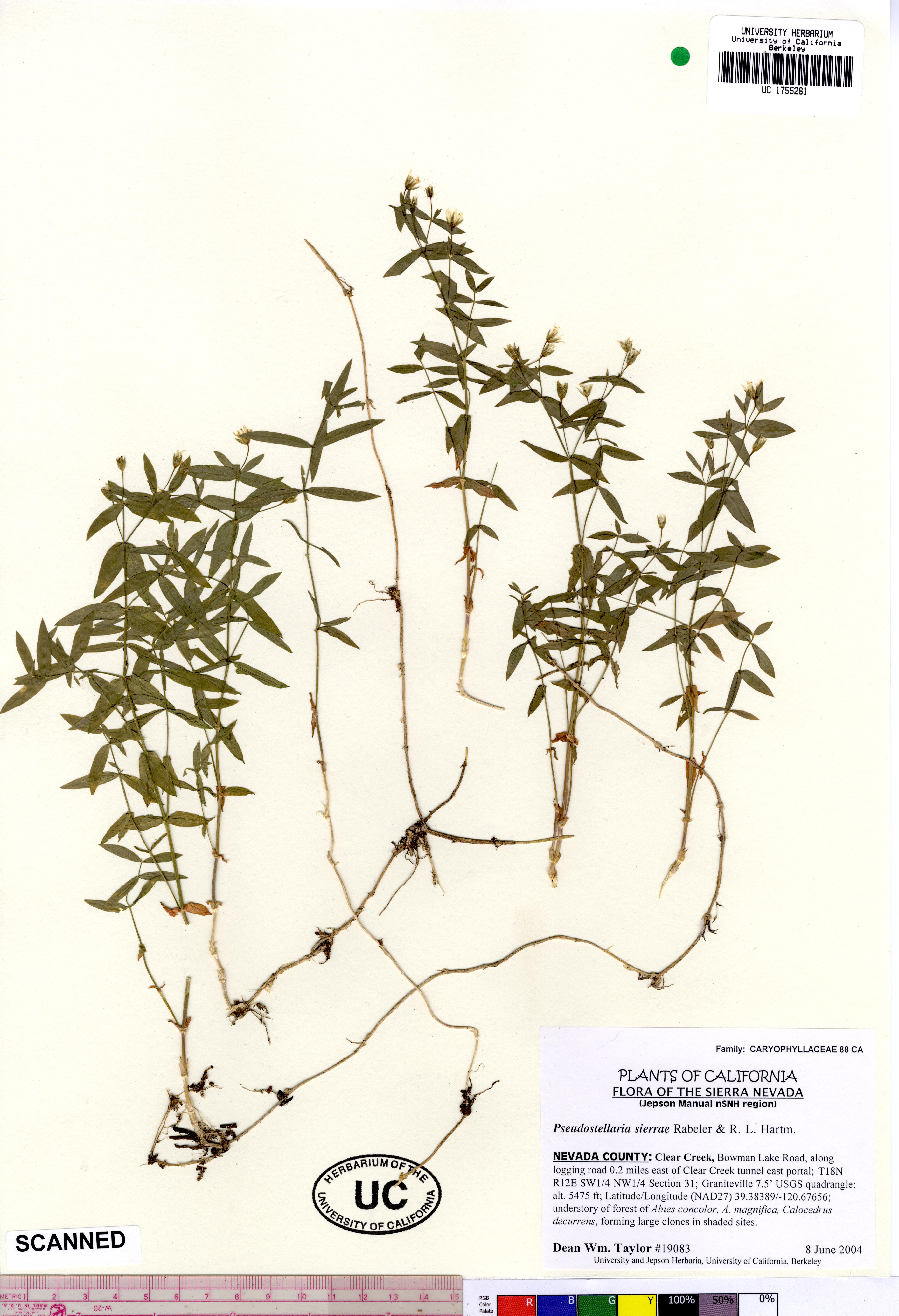
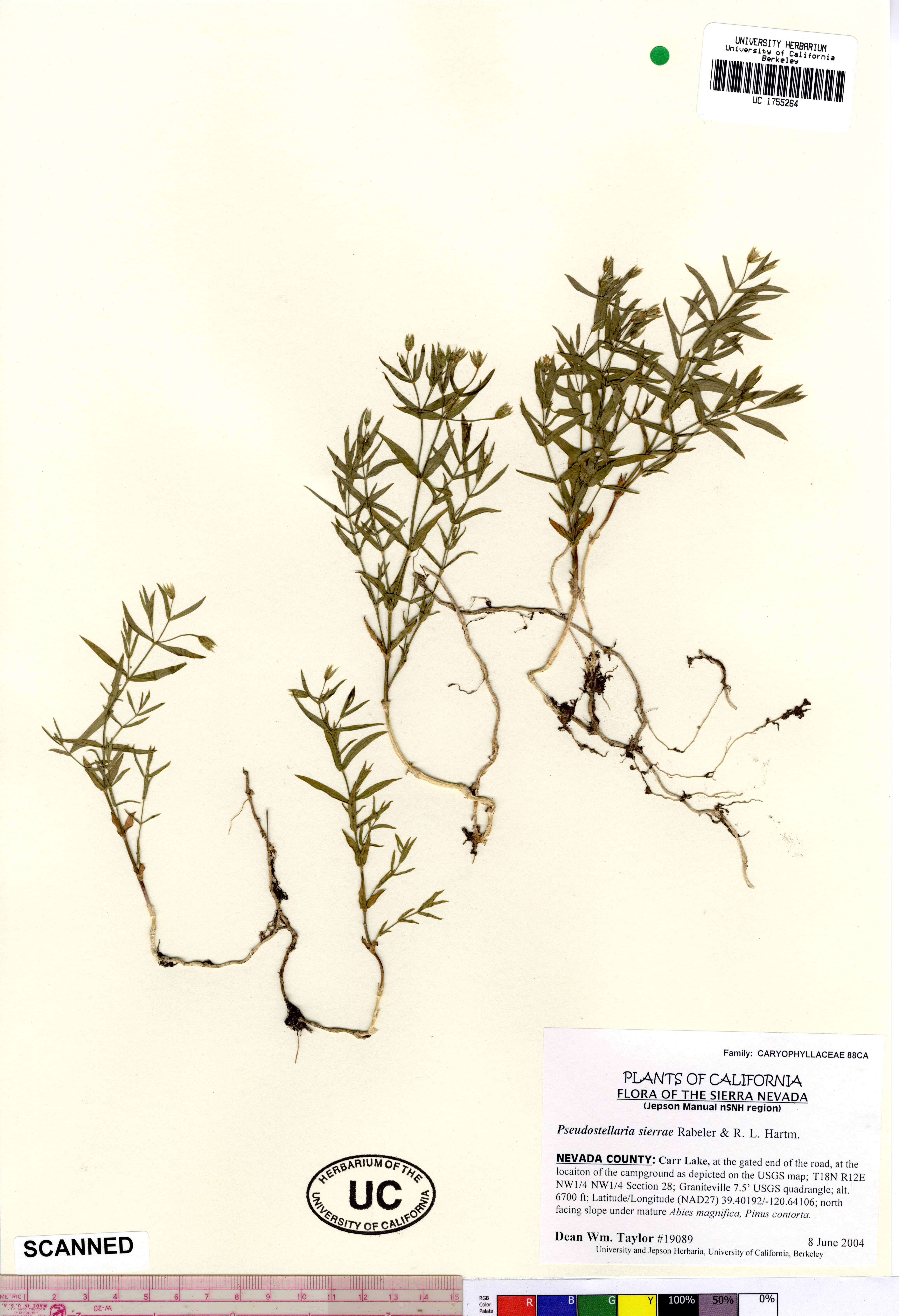